# Anairetes flavirostris
Anairetes flavirostris е вид птица от семейство Tyrannidae.

## Разпространение
Видът е разпространен в Аржентина, Боливия, Чили и Перу.